# Refleks
Refleks je najenostavnejša oblika vedenja, pri katerem pride do hitrega, stereotipnega in nehotenega odziva na dražljaj. Živčni mreži, ki je za to odgovorna, pravimo refleksni lok. V najenostavnejši obliki sestavljata refleksni lok samo dva nevrona: senzorični nevron, ki zazna dražljaj in je neposredno povezan z motoričnim, ki sproži delovanje efektorja (npr. mišice ali žleze). Pogosteje pa je med njima še en ali več zaporedno povezanih internevronov, ki se povezujejo tudi z drugimi nevroni, ki posredujejo informacijo v osrednje živčevje in druge dele telesa.
Tak način organizacije je razširjen po vsem živalskem kraljestvu. Kompleksneje grajene živali imajo večje število internevronov, kar omogoča prilagajanje vedenja in učenje. Pogojni refleks je pojav, pri katerem pride do reakcije na nevtralen dražljaj, ki ga je žival v procesu učenja povezala s pogojnim dražljajem. Prvi ga je opisal Ivan Petrovič Pavlov, ki je vzbudil slinjenje poskusnega psa z zvokom zvončka, če mu je nekaj časa dajal hrano ob spremljavi tega zvoka.